# Batman: The Long Halloween, Part One
Batman: The Long Halloween, Part One (br:  Batman: O Longo Dia das Bruxas – Parte 1) é um filme de animação estadunidense produzido pela Warner Bros. Animation e DC Entertainment, baseado no gibi de mesmo nome de Jeph Loeb e Tim Sale. É o 42º filme do projeto DC Universe Animated Original Movies.
O filme é dirigido por Chris Palmer e estrelado nas vozes de Jensen Ackles, Naya Rivera, Josh Duhamel, Billy Burke, Titus Welliver, David Dastmalchian, Troy Baker, Amy Landecker, Julie Nathanson, Jack Quaid, Fred Tatasciore e Alastair Duncan.

## Elenco
- Jensen Ackles como Bruce Wayne / Batman[2]
- Naya Rivera como Selina Kyle / Catwoman[2]
- Josh Duhamel como Harvey Dent[2]
- Billy Burke como James Gordon[2]
- Titus Welliver como Carmine Falcone[2]
- David Dastmalchian como Calendar Man[2]
- Troy Baker como Joker[2]
- Amy Landecker como Barbara Gordon[2]
- Julie Nathanson como Gilda Dent[2]
- Jack Quaid como Alberto Falcone[2]
- Fred Tatasciore como Solomon Grundy[2]
- Alastair Duncan como Alfred Pennyworth[2]

## Lançamento
O filme foi lançado em 22 de junho de 2021 em DVD e Blu-ray.